# Liang Wudong
Liang Wudong (chiń. 梁武东; pinyin Liáng Wǔdōng; ur. 1959, zm. 25 stycznia 2020) – lekarz w szpitalu Xinhua w Hubei, który jako pierwszy zmarł z powodu COVID-19.

## Biografia
Liang był dyrektorem Kliniki Otorynolaryngologii Prowincji Hubei w Zintegrowanym Szpitalu Medycyny Tradycyjnej Chińskiej i Zachodniej. Miał w przeszłości arytmię i utrzymujące się migotanie przedsionków. W dniu 16 stycznia 2020 Liang czuł się źle, miał wysoką gorączkę i dreszcze. Pojechał na leczenie do Hubei, gdzie tomografia komputerowa wykazała, że płuca były białe, a objawy infekcji płuc były oczywiste. Po zdiagnozowaniu koronawirusa został przyjęty na oddział izolacyjny w celu leczenia szpitalnego, a 18 stycznia 2020 został przeniesiony do szpitala Wuhan Jinyintan Hospital, aby kontynuować leczenie. O 7 rano 25 stycznia 2020 Liang zmarł w wieku 60 lat. 3 lutego Fundusz Shanxi Zhendong Group Renai Angel Fund przekazał rodzinie Liang Wudonga 100 tysięcy renminbi.